# اچ‌دی ۱۶۷۰۴۲
اچ‌دی ۱۶۷۰۴۲ یک ستاره است که در صورت فلکی اژدها قرار دارد.